# Мейбл Стрикленд
Мейбл Стрикленд(англ. Mabel Edeline Strickland, 8 січня 1899, Лія, Мальта — 29 листопада 1988, Мдіна) — англо-мальтійська журналістка, власниця газети і політична діячка.

## Біографія
Мейбл Стрикленд народилася 8 січня 1899 року, в Лії в родині сера Джеральда Стрикленда, згодом 4-го прем'єр-міністра Мальти, і леді Еделін Саквілл. Її мати була старшою дочкою Реджинальда Саквіль, 7-го графа Де Ла Варр з Кноля, графство Кент. Ніколи не одружувалась. Мейбл Стрикленд більшу частину життя прожила на віллі Паризіо в Ліджі. До цього вона жила в своєму будинку Вілла Болонья, в Аттарді, Мальта, в будинку її батька, лорда Стрикленда. Спадок залишила спадкоємцю Роберту Хорніолду-Стрикленд.
Вілла Паризіо була побудована там, де в XVI столітті була літня резиденція сім'ї Мускаті. Вілла була куплена леді Маргарет Стрикленд, дружиною лорда Стрикленда в 1938 році. Згодом була придбана в 1943 році Мейбл Стрикленд, яка жила там до своєї смерті в 1988 році. Нині тут розміщений фонд Стрикленда, заснований Мейбл у 1979 році. Нею також була заснована газета Times of Malta в 1935 році.
Право власності на віллу визначається в судах між фондом Стрикленда і Робертом Хорніолдом-Стриклендом, єдиним спадкоємцем Мейбл Стрикленд.
Незважаючи на заповіт, її племінник завжди залишався єдиним спадкоємцем. Але в результаті переглянутої і незрозумілої волі її маєток став предметом правового конфлікту між Хорнільдом-Стриклендом та Фондом Стрикленда. Мейбл Стрикленд створила цей фонд «для себе та її спадкоємців на вічність». Як тільки Роберт Хорніолд-Стрикленд в 2010 році вчинив судовий позов проти виконавців, намагаючись відстоювати мирне врегулювання, старі Виконавці вважали за потрібне передати мажоритарний пакет акцій Allied Newspapers Ltd (Times of Malta) безпосередньо до Фонду Стриклендів. Ця а передача також є питанням чергової судової справи, яка була взята Робертом Хорніолдом-Стриклендом і все ще знаходиться в судах.
Мейбл Стрикленд померла 29 листопада 1988 року і похована в сімейному склепі Стрикленд в Соборі Святого Павла

## Кар'єра
Мейбл заснувала газету на Мальті разом зі своїм батьком і мачухою Леді Стрикленд). У 1935 році вона стала редактором «Таймс оф Мальта» і «Іль Берка». У 1940 році стала управляючим директором після смерті свого батька. Мейбл очолила прогресивну конституціоналістську партію в 1950-х роках і була одним з політичних лідерів 1950-х років. Стрикленд брала участь в інтеграційних переговорах в 1956—57 роках. Вона виступала проти незалежності в 1964 році. У 1962 році була обрана депутатом мальтійського парламенту. Вона боролася за вільну і незалежну пресу і підтримувала зв'язку Мальти з Великою Британією та Співдружністю. Вийшовши на пенсію, вона заснувала фонд Стрикленд від імені своєї родини.